# Learning to Fly (песня Pink Floyd)
«Learning to Fly» — композиция британской прогрессив-рок-группы Pink Floyd из альбома 1987 года A Momentary Lapse of Reason, первого альбома, выпущенного группой в составе из трёх основных участников после ухода из неё Роджера Уотерса.
«Learning to Fly» была выпущена в виде сингла 14 сентября 1987 года с композицией «Terminal Frost» (из того же альбома) на второй стороне. Достигла позиции #70 в Billboard Hot 100 и #1 в Hot Mainstream Rock Tracks.

## Композиция и запись
На написание композиции «Learning to Fly» Гилмора вдохновили уроки самолётовождения, которые он брал у инструкторов и Ника Мэйсона (голос Мэйсона также можно услышать в середине композиции). Боб Эзрин вспоминал: «Телефон звонил, а я всем отвечал: Дэвида сегодня не будет, потому что он учится летать». Это, по словам Гилмора, послужило «отправной точкой для чего-то более всеобъемлющего», где «обучение летать» является метафорой, передающей состояние человека.

## Видео
Сторм Торгерсон снял видеоклип к этой песне. Действие клипа происходит в предгорьях Канадских Скалистых гор, недалеко от Калгари, где группа находилась во время концертного тура A Momentary Lapse of Reason. В роли индейца снялся канадский актёр Лоуренс Бэйн (Lawrence Bayne).
Редакция журнала Classic Rock включила видеоклип «Learning to Fly» в число лучших 100 клипов 1980-х годов. «Learning to Fly» победил в номинации «Лучшая идея видео» (Best Concept Video) на церемонии музыкальных наград MTV Video Music Awards 1988 года, клип также был выдвинут в номинациях «Лучшая режиссура» (Best Direction) и «Лучшая операторская работа» (Best Cinematography).

## Участники записи
- Дэвид Гилмор — гитара, вокал;
- Ник Мейсон — ударные, вокал;
- Ричард Райт — клавишные, вокал;
- Джон Карин — клавишные и эффекты;
- Steve Forman — перкуссия;
- Тони Левин — бас-гитара;
- Darlene Koldenhaven, Carmen Twillie, Phyllis St. James, Donnie Gerrard — бэк-вокал.